# Reuben Brown
Reuben Brown (* 1. Dezember 1939 in Washington, D.C.; † 10. Januar 2018 ebendort) war ein US-amerikanischer Jazzmusiker (Piano, E-Piano, Komposition), der vor allem in der Musikszene des Bundesdistrikts aktiv war.

## Leben und Wirken
Brown besuchte die McKinley High School; ein Schulfreund war Billy Hart. Im Hauptberuf war er später am National Institutes of Health in der Forschung tätig; daneben trat er in Washingtoner Jazzclubs wie dem One Step Down auf. 1976 spielte er mit Richie Cole das gemeinsame Album Starburst (Adelphi) ein, u. a. mit Marshall Hawkins (Bass) und Bernard Sweetney (Schlagzeug). Er war an Aufnahmen u. a. von Allen Houser (Live 1974), Ron Holloway (Slanted, 1993), Buck Hill und Winard Harper (Be Yourself, 1994) beteiligt. 1994 gastierte er mit dem  Buck Hill Quartet auf dem North Sea Jazz Festival; im selben Jahr entstand das Soloalbum Blue and Brown und in Triobesetzung der Mitschnitt Ice Scape (SteepleChase), mit Rufus Reid und Billy Hart, auf dem Brown Standards wie Mack the Knife, A Night in Tunisia und Lush Life interpretierte.
Kurz darauf erlitt Brown einen Schlaganfall, der seine Karriere beendete. Bei einem Benefizkonzert in der Botschaft Österreichs spielten 1995 Billy Hart, Winard Harper (der auch Kompositionen Browns aufgenommen hatte), George Coleman, Buster Williams, Barry Harris, Cecil McBee, Steve Novosel, Claudio Roditi, James Williams und Lisa Rich. Im Bereich des Jazz war er zwischen 1974 und 1994 an elf Aufnahmesessions beteiligt.